# Kościół Santa Maria Mater Domini
Kościół Santa Maria Mater Domini (pol. kościół Najświętszej Maryi
Panny Matki Pana) – rzymskokatolicki kościół w Wenecji, w dzielnicy (sestiere) Santa Croce, pod wezwaniem Najświętszej Maryi Panny, Matki Pana Jezusa. Administracyjnie należy do patriarchatu Wenecji. Jest kościołem filialnym parafii San Cassiano Martire. We wnętrzu znajduje się obraz Męczeństwo św. Krystyny, arcydzieło Vincenza Cateny z 1520 roku.

## Historia

### Pierwotny kościół
Według tradycji kościół został założony w 960 roku z inicjatywy rodziny Capellich i przyjął wezwanie św. Krystyny męczennicy. Zarządzanie i opiekę nad kościołem rodzina Capellich powierzyła benedyktynkom. W 1128 roku miała miejsce zmiana wezwania kościoła na obecną. Nie wiadomo dokładnie, kiedy administrację kościoła przejęli po zakonie żeńskim kapłani, ale przyjmuje się, że fakt ten musiał mieć miejsce przed 1188 rokiem, kiedy to w liście apostolskim papieża Klemensa III kościół został wymieniony już jako parafialny, podległy jurysdykcji katedry San Pietro di Castello.

### Obecny kościół
Odbudowany został po rozbiórce w 1503 roku, prawdopodobnie według projektu Maura Codussiego, który jednak zmarł w roku następnym, co świadczyłoby o jego minimalnym zaangażowaniu w projekt. Jako projektant wymieniany jest czasami Giovanni Buora. Budowla została ukończona około 1512 roku, być może przez Jacopa Sansovina, który prawdopodobnie był projektantem fasady (jako jej projektant wymieniany jest też czasami Scarpagnino). Kościół został poświęcony 25 lipca 1540 roku przez Giovanniego Lucię Stafileę, biskupa diecezji szybenickiej.
Na mocy dekretu napoleońskiego z 5 czerwca 1805 roku (oraz kolejnych dekretów) w Królestwie Włoch zainicjowano proces kasat oraz przekształceń kościołów i klasztorów na terenie Wenecji, jak też zmianę granic parafii. Parafia Santa Maria Mater Domini została zniesiona, a jej teren został włączony do pobliskiej parafii San Eustachio (potocznie San Stae), a następnie do parafii San Cassiano, w ramach której kościół stał się kościołem filialnym. W 1952 roku powrócił pod jurysdykcję parafii San Eustachio jako kościół dekanalny, a od 1970 roku jest ponownie kościołem filialnym w parafii San Cassiano.

## Architektura

### Kościół
Kościół Santa Maria Mater Domini jest położony na terenie zamkniętymi wąskimi uliczkami. Jego apsyda wychodzi na kanał Rio de la Pergola, natomiast fasada na uliczkę Calle del Tintor. Fasada, całkowicie wyłożona kamieniem istryjskim, jest trzyczęściowa i dwukondygnacyjna. W kondygnacji dolnej, rozczłonkowanej czterema pilastrami w porządku korynckim, znajduje się portal główny, flankowany dwoma ozdobnymi oknami. Z lewej strony znajduje się portal boczny. Kondygnacja górna, zwieńczona trójkątnym tympanonem, jest połączona wolutami z kondygnacją dolną.

### Kampanila
Kampanila, wysoka na 33 metry, jest efektem przebudowy z 1503 roku i renowacji z lat 1740–1743. Jest zbudowana z cegły. Łuki komory dzwonnej zostały wykończone kamieniem. System dzwonów jest uruchamiany ręcznie.

## Wnętrze

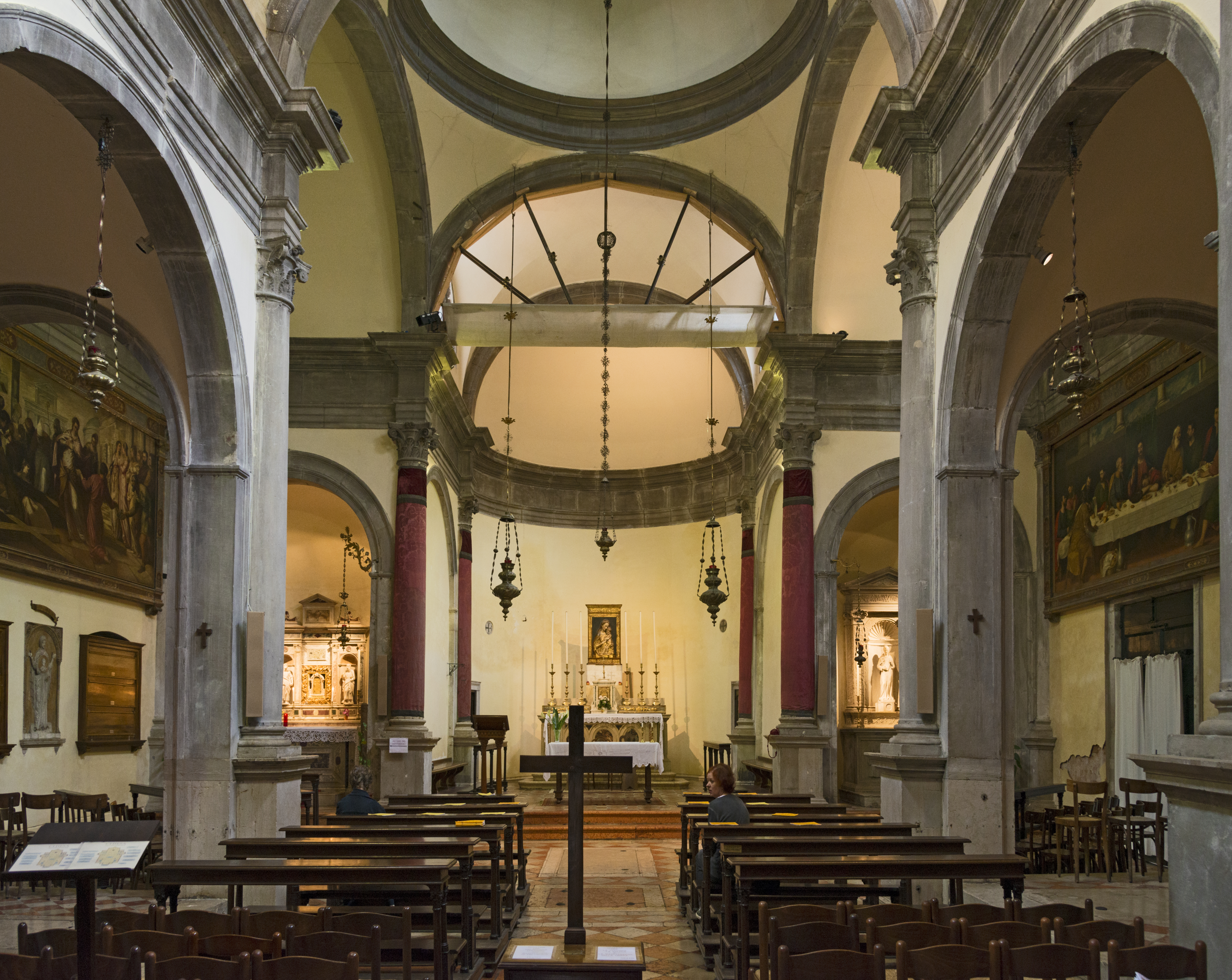
Wnętrze – widok na ołtarz główny

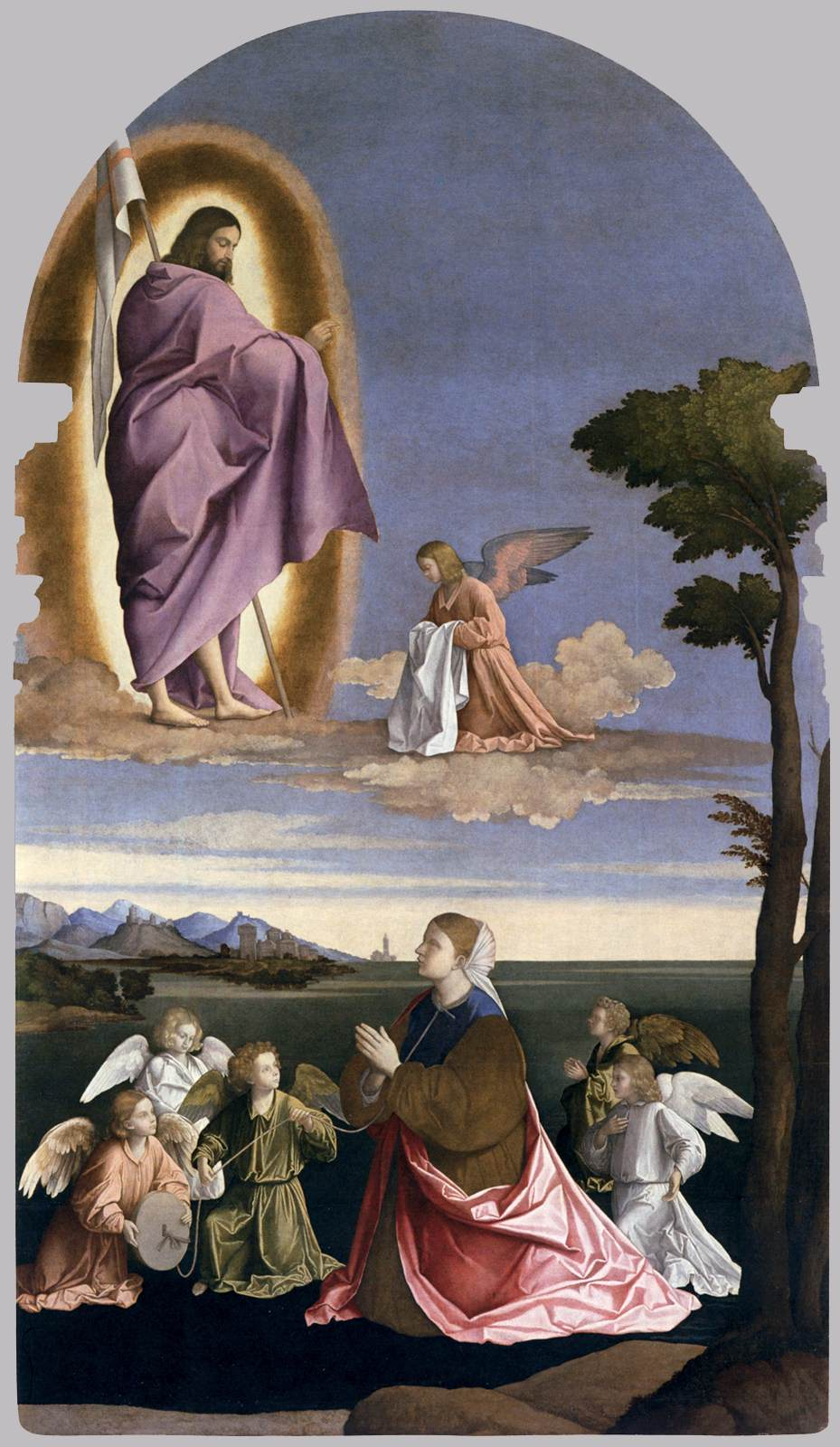
Vincenzo Catena, Męczeństwo św. Krystyny, 1520

Kościół wznosi się na planie krzyża greckiego jako założenie trzynawowe. Część centralna przykryta jest kopułą. W architekturze uwidaczniają się elementy lokalnej architektury bizantyńskiej z importowanymi wzorcami renesansowymi. Widoczny jest wpływ sztuki Codussiego. Kwadratowe filary z szarego kamienia podtrzymują szerokie łuki, które są poprzecznie umieszczone w stosunku do ścianach bocznych, tworząc w ten sposób nawę główną i cztery narożne kaplice. W XVIII wieku ściany kościoła przepruto dużymi serlianami, aby poprawić oświetlenie wnętrza. Prezbiterium jest wydłużone i zamknięte półkolistą apsydą. Ściany w kolorze żółtym zostały ozdobione szarym kamieniem i białym marmurem. W kościele znajduje się grobowiec Antona Marii Zanettiego, który był bibliotekarzem Biblioteki Marciana i autorem katalogu weneckich obrazów z 1771 roku.

### Prezbiterium
Ołtarz główny: składa się z prostego stołu z marmurowym frontem. Za ołtarzem głównym znajduje się kolorowa i złocona sztukateria Madonna z Dzieciątkiem, dzieło szkoły toskańskiej (XV wiek).

#### Prawa kaplica apsydialna
Ołtarz jest dziełem renesansowym z XVI wieku. Płaskorzeźba w antepedium przypisywana jest Lorenzowi Bregnowi.

#### Lewa kaplica apsydialna
Jej ołtarz jest również dziełem renesansowym z XVI wieku. Jego dekorację stanowi kompozycja Ojciec Przedwieczny i aniołowie oraz posążki Św. Marek i Św. Jan dłuta Lorenza Bregna.

### Nawa prawa
Pierwszy ołtarz został zbudowany na początku XVI wieku. Znajduje się na nim marmurowa grupa rzeźbiarska z posągami świętych Piotra i Pawła dłuta Lorenza Bregna oraz posąg św. Andrzeja (XVI w.) dłuta Antonia Minella. Drugi ołtarz został dedykowany św. Krystynie. Znajduje się na nim obraz Męczeństwo św. Krystyny, arcydzieło Vincenza Cateny z 1520 roku, namalowany dla Scuoli Santa Christina. Obraz przedstawia świętą patrzącą na Zmartwychwstałego Chrystusa i aniołów, podtrzymujących kamień młyński, przywiązany do jej szyi.

### Prawe ramię transeptu
Nad bocznymi drzwiami wejściowymi znajduje się duże płótno Ostatnia Wieczerza, będące XIX-wieczną kopią XVI-wiecznego oryginału pędzla Bonifacia de' Pitati.

### Lewe ramię transeptu
Na ścianie wisi dużych rozmiarów obraz Znalezienie Krzyża, namalowany przez Jacopa Tintoretta dla Scuoli de Devozion de la Crose, założonej w 1561 roku. Poniżej znajduje się marmurowa XIII-wieczna, bizantyńska płaskorzeźba Madonna modląca się, umieszczona na złotym tle, autorstwa szkoły weneckiej.

### Nawa lewa
Pierwszy ołtarz został zrealizowany na koszt rodziny Contarinich na początku XVI wieku. Znajduje się w nim obraz Przemienienie Pańskie, pędzla Francesca Bissola, pochodzący z 1512 roku. Drugi ołtarz, poświęcony Dziewicy Maryi, został zbudowany w 1536 roku z funduszy Scuoli de Devozion de la Beata Verzene według modelu Jacopa Sansovina.